# Johann Benedikt Ettl
Johann Benedikt Ettl oder Etl, Edl und Oettl (* 22. Juli 1678 in Bichl bei Benediktbeuern; † 1751), war ein Baumeister und Architekt in Augsburg.

## Leben und Werk
Der Lebenslauf Ettls ist nur lückenhaft übermittelt. Bekannt ist, dass er 1713 als Oberbaumeister in Eichstätt tätig war und dort unter anderem die Kirche St. Peter und Paul umbaute. In Titting ist der nach seinen Plänen 1713 errichtete Turm der Pfarrkirche St. Michael erhalten. Nach seinen Plänen wurden 1715/16 die Katholische Filialkirche St. Johannes der Täufer in Biesenhard, 1718 die katholische Wallfahrtskirche Herrgottsruh in Oberndorf am Lech und 1725 das Pfarrhaus in Tagmersheim errichtet. Im Jahre 1736 wurde Ettl zum Baudirektor des Augsburger Domkapitels ernannt. Daraufhin entstanden unter seiner Leitung sowohl das Präbendar-Haus (auch Kaplanhaus genannt, bezeichnet 1737) in Gempfing, damals Hofmark des Klosters St. Walburg Eichstätt, wie auch die katholische Kirche St. Leonhard in Gabelbachergreut. Des Weiteren war Ettl verantwortlicher Architekt der seit 1731 aufgebauten Wallfahrtskirche Herrgottsruh in Friedberg. Er vollendete zudem im Jahre 1743 den Portal-Komplex der fürstbischöflichen Residenz in Augsburg. Unter seiner Leitung erfolgte 1739/40 eine durchgreifender Umbau der Pfarrkirche St. Nikolaus in Binswangen und zeitgleich der Bau der katholischen Kapelle St. Sebastian in Großaitingen.